# Cines UFA de Dresde

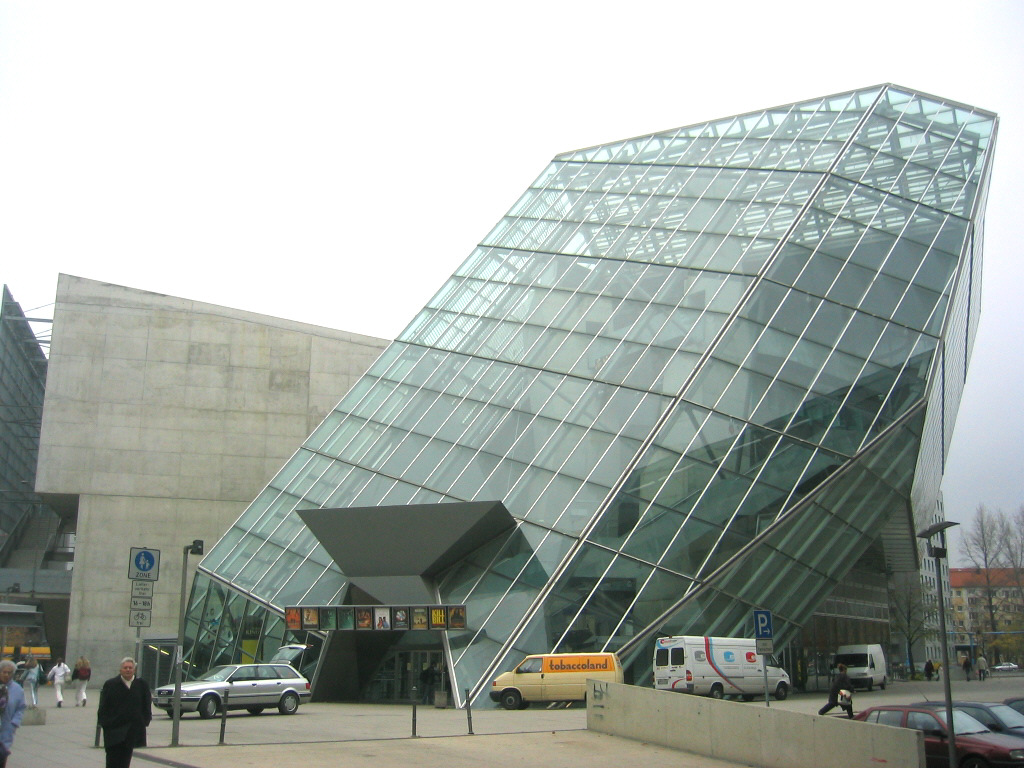
Vista exterior del complejo de cines UFA de Dresde, Alemania.

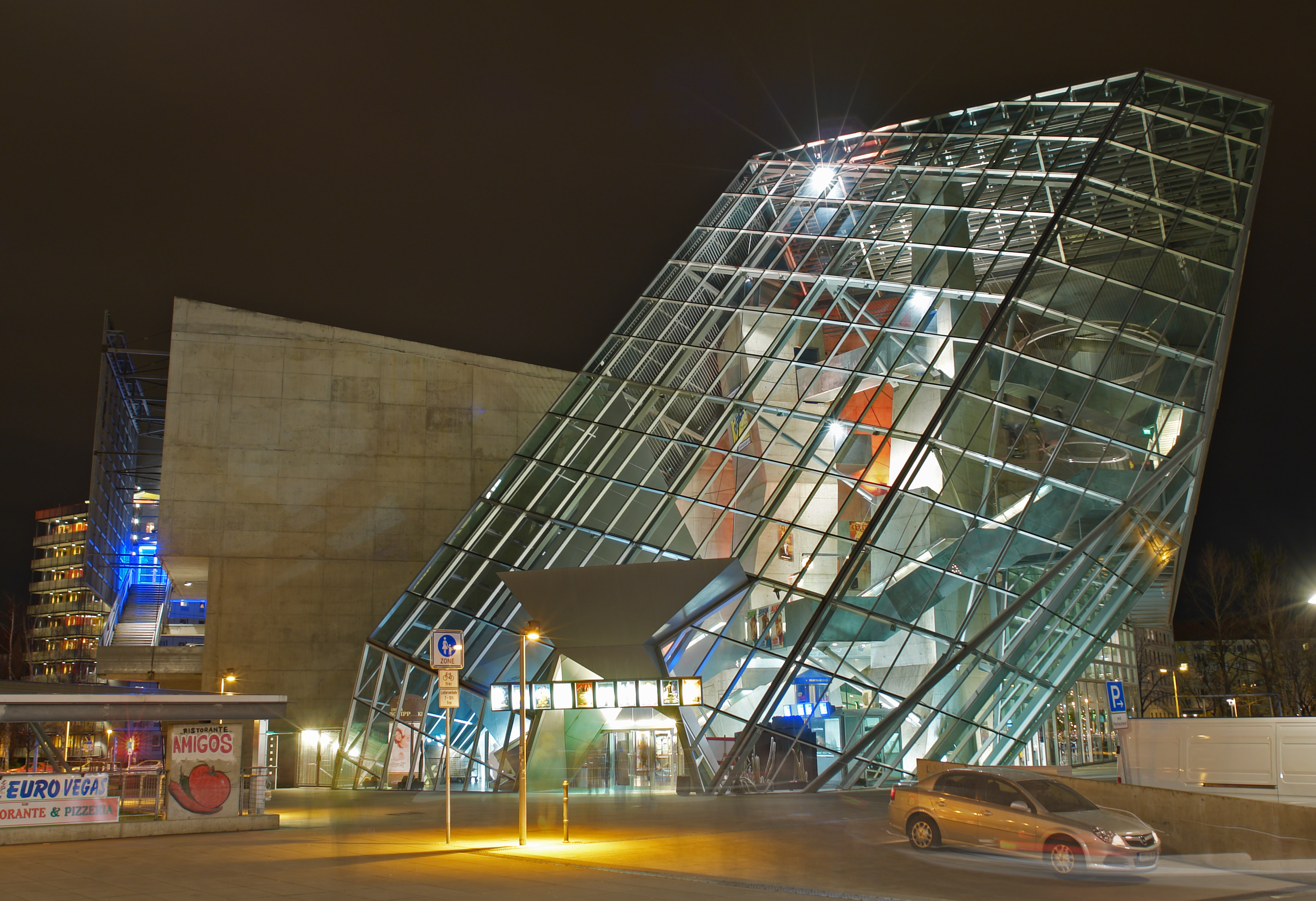
Vista nocturna del edificio.

Los Cines UFA de Dresde, Alemania, es un complejo de ocho salas de cine ubicadas en una importante zona comercial de la ciudad alemana. Su nombre en alemán es UFA-Palast y pertenecen al estudio cinematográfico alemán UFA. El edificio está diseñado por el grupo de arquitectos vieneses Coop Himmelb(l)au y se inauguró en 1998. El inmueble es uno de los símbolos de la arquitectura contemporánea de Dresde y es especialmente conocido en la ciudad por su parte que tiene forma de prisma retorcido. La parte del edificio donde están las salas tiene fachadas interiores de hormigón visto y otras exteriores de tela metálica.

## Datos arquitectónicos

### Ubicación y proyecto
Dresde ha sido la segunda ciudad más importante de la antigua República Democrática Alemana y fue muy destruida en la Segunda Guerra Mundial. La política de este antiguo país defendió la idea de que las viviendas obreras deben estar en el centro de las ciudades y en consecuencia se construyeron muchas viviendas baratas en el centro de Dresde. Es en uno de estos barrios de Dresde donde hay una popular zona comercial que tiene una enorme plaza rectangular que da acceso a los comercios. Uno de ellos son los cines “UFA Palace”, regentados por la empresa de cines “UFA”. Tras éstos está la calle St. Petersburger Strasse, conocida también por la calle de los tranvías. De esta forma, los cines hacen de charnela entre la zona  comercial y el barrio de viviendas obreras. 
El diseño del edificio fue designado al grupo de arquitectos Coop Himmelb(l)au las obras comenzaron en 1993 y terminaron en 1998. El solar que ocupa tiene forma de triángulo rectángulo cuya hipotenusa da a la calle de los tranvías. El complejo tiene un total de ocho salas de cine y capacidad para 2600 espectadores. El prisma torcido es una carcasa acristalada que alberga elementos funcionales tales como escaleras, pasarelas y ascensores que conducen a las salas, las cuales no son muy grandes. El edificio tiene un tratamiento plástico de fajas luminosas que orienta direccionalmente el espacio de construcción.

### Fachadas y características externas
La fachada que mira a la calle de los tranvías tiene una fachada de hormigón visto, diferente del estilo de Louis Kahn. Delante de ésta hay una segunda fachada de malla metálica, sujeta a un bastidor metálico ortogonal, el cual se engancha al hormigón mediante barras. La fachada metálica es muy funcional porque en ella se colocan los carteles que anuncian las películas que se exhiben en el cine. Entre estas dos fachadas hay escaleras exteriores que conducen a las salas y sirven de salidas de emergencia. Algunas de éstas están recubiertas por paredes y techos de chapa metálica. Hay líneas de escaleras que limitan algunas fachadas de malla metálica. El muro de hormigón no tiene ventanas porque dan directamente a las salas de cine. En este lado del edificio hay una de las tres entradas al complejo. 
Bordeando el inmueble en sentido contrario al de las agujas del reloj encontraremos una fachada perpendicular a la antes descrita que también tiene una doble fachada de malla metálica y escaleras exteriores situadas similares a las anteriores. Sin embargo, la forma del edificio, visto desde esta bocacalle de acceso a la zona comercial, cambia completamente. Si seguimos bordeando el edificio dirigiéndonos a la plaza de la zona comercial comenzaremos a ver el prisma acristalado que no se veía desde la calle de los tranvías. Este prisma tiene una forma similar a una retorcida macla cristalina de un mineral similar al aragonito. Llama la atención el hecho de que esta parte del edificio no tenga zócalo, pues sus fachadas están completamente acristaladas. En el prisma están las otras dos entradas principales al complejo, ubicadas cada una en una dirección. Las armaduras de las fachadas de esta zona del edificio están numeradas por tener cada una un tamaño y forma diferentes. Hay muerdos en el diseño del prisma y éste se alinea con una fachada de hormigón que hace esquina en la calle de los tranvías. 

### Interior
El interior del edificio es muy inestático y funcional. Dentro del prisma hay una serie de escaleras orientadas en muchas direcciones. Cada una de ellas conduce a una de las ocho salas, de las cuales, dos están en un nivel subterráneo. En el interior del prisma hay también ascensores, pasarelas y esculturas, algunas de las cuales son temporales y sirven para promocionar películas. Otras permanentes, como un enorme y esbelto pilar de diseño curioso. A nivel del suelo hay una cafetería y las taquillas del cine. Hay un bar elevado del nivel del suelo con forma de diábolo. Sus paredes son rejillas metálicas translúcidas y se accede a través de una pasarela. Se llama “Sky Bar” y es propiedad de Kiki Smith, una artista amiga de la Coop Himmelb(l)au.